# TOI 1338
TOI 1338 ist ein binäres Sternsystem im Sternbild Maler, das von einem Planeten umkreist wird. Die Entdeckung erfolgte mittels Daten, die vom Weltraumteleskop TESS erfasst wurden. Wolf Cukier, Schüler der Scarsdale High School in Scarsdale, erkannte sie während des dritten Tags seines Sommerpraktikums 2019 am Goddard Space Flight Center der NASA als Signatur eines Exoplaneten. Das System ist ungefähr 1300 Lichtjahre vom Sonnensystem entfernt. Es besteht aus einem Stern TOI 1338 A mit 1,2 Sonnenmassen, der von einem weiteren Stern TOI 1338 B mit 0,325 Sonnenmassen in 14,6 Tagen umkreist wird. Das Massezentrum beider Sterne wird vom zirkumbinären Exoplaneten TOI 1338b innerhalb von 71,4 (± 0,13) Tagen umrundet. Der Exoplanet TOI 1338b hat den Messungen von TESS zufolge einen Durchmesser von 6,9 Erddurchmessern. Die NASA veröffentlichte die Entdeckung auf ihrer Homepage am 7. Januar 2020. Aufgrund seiner südlichen Lage kann das System TOI 1338 von Deutschland aus nicht gesehen werden, obwohl der Hauptstern mit einer scheinbaren Helligkeit von 12 mag hell genug für ein Teleskop mit einer Öffnung von 200 mm ist.

## Benennung
Das Akronym "TOI" dient der Bezeichnung von Sternen und Exoplaneten, die von TESS untersucht wurden. Es ist die Abkürzung von "Transiting Exoplanet Survey Satellite Object of Interest". Der Hauptstern des Systems ist auch in den Datenbanken 2MASS (J06083197-5932280), Tycho-2-Katalog (TYC 8533-950-1), RAVE (J060832.0-593228) und GAIA verzeichnet.
Im Februar 2021 erreichte eine Petition 90.000 Unterschriften, die vorschlug TOI 1338 nach der am 30. Januar 2021 verstorbenen Musikerin SOPHIE zu benennen und die von Musikerinnen wie Charli XCX und Caroline Polachek unterstützt wurde.